# Restklasse
Im mathematischen Teilgebiet der Zahlentheorie ist die Restklasse einer Zahl {\displaystyle a} modulo einer Zahl {\displaystyle m} die Menge aller Zahlen, die bei Division durch {\displaystyle m} denselben Rest lassen wie {\displaystyle a}.

## Definition
Es sei {\displaystyle m} eine von 0 verschiedene ganze Zahl und {\displaystyle a} eine beliebige ganze Zahl. Die Restklasse von {\displaystyle a} modulo {\displaystyle m}, geschrieben
{\displaystyle a+m\mathbb {Z} ,}
ist die Äquivalenzklasse von {\displaystyle a} bezüglich der Kongruenz modulo {\displaystyle m}, also die Menge der Ganzzahlen, die bei Division durch {\displaystyle m} den gleichen Rest wie {\displaystyle a} ergeben. Sie besteht somit aus allen ganzen Zahlen {\displaystyle b}, die sich aus {\displaystyle a} durch die Addition ganzzahliger Vielfacher von {\displaystyle m} ergeben:
{\displaystyle a+m\mathbb {Z} =\{b\mid b=a+km\ \,\mathrm {f{\ddot {u}}r\ ein} \ \,k\in \mathbb {Z} \}=\{b\mid b\equiv a\;({\rm {mod}}\;m)\}}.
Ein Element einer Restklasse bezeichnet man auch als Repräsentant der Restklasse. Häufig verwendet man die Standardrepräsentanten {\displaystyle 0,1,2,\dots ,m-1}.
Die Menge aller Restklassen modulo {\displaystyle m} schreibt man häufig als {\displaystyle \mathbb {Z} /m\mathbb {Z} } oder  {\displaystyle \mathbb {Z} _{m}}. Sie hat {\displaystyle m} Elemente und die Struktur eines Ringes und wird deshalb Restklassenring genannt. Genau dann, wenn {\displaystyle m} eine Primzahl ist, ergibt sich sogar die Struktur eines endlichen Körpers.
Eine Restklasse modulo {\displaystyle m} heißt prime Restklasse, wenn ihre Elemente teilerfremd zu {\displaystyle m} sind. (Wenn dies für ein Element gilt, dann auch für alle anderen.) Die Menge der primen Restklassen ist die Gruppe der Einheiten {\displaystyle (\mathbb {Z} /m\mathbb {Z} )^{\times }}  (oder {\displaystyle \mathbb {Z} _{m}^{*}}) im Restklassenring {\displaystyle \mathbb {Z} /m\mathbb {Z} }; sie wird prime Restklassengruppe genannt und umfasst die multiplikativ invertierbaren Restklassen.

## Beispiele
- Die Restklasse von 0 modulo 2 ist die Menge der geraden Zahlen.
- Die Restklasse von 1 modulo 2 ist die Menge der ungeraden Zahlen.
- Die Restklasse von 0 modulo {\displaystyle m} ist die Menge der Vielfachen von {\displaystyle m}.
- Die Restklasse von 1 modulo 3 ist die Menge {\displaystyle \{\ldots ,-8,-5,-2,1,4,7,10,\ldots \}.}

## Verallgemeinerung
Ist {\displaystyle A} ein Ring und {\displaystyle I\subseteq A} ein Ideal, so heißen Mengen der Form
{\displaystyle a+I=\{a+i\mid i\in I\}}
Restklassen modulo {\displaystyle I}. Ist {\displaystyle A} kommutativ, oder ist {\displaystyle I} ein zweiseitiges Ideal, so hat die Menge {\displaystyle A/I} der Restklassen modulo {\displaystyle I} eine natürliche Ringstruktur und heißt Restklassenring, Quotientenring oder Faktorring modulo {\displaystyle I}. {\displaystyle A/I} wird durch Elemente in {\displaystyle A} repräsentiert, wobei die Restklassen {\displaystyle a+I} und {\displaystyle b+I} in {\displaystyle A/I} übereinstimmen, falls {\displaystyle a-b\in I} gilt.